# Альберто де ла Мадре де Діос
Альберто де ла Мадре де Діос (ісп. Alberto de la Madre de Dios 1575, Сантандер — 17 грудня, 1635, Пастрана) — іспанський архітектор XVII ст. раннього бароко.

## Історія вивчення
Належить до забутих іспанських архітекторів. Його ім'я та перелік створеного виявили при вивченні документів, пов'язаних із іншим архітектором. Первісно вважали, що чернець Альберто де ла Мадре де Діос був лише виконробом. Це справді мало місце на початковому етапі його робіт. Згодом виявилось, що він виробився у самостійного архітектора, що мав чималий архітектурний авторитет.

## Життєпис
Народився в місті Сантандер. Походить з дворянської родини. Батько — Херонімо де ла Пуебла, мати — Ісабель де Кос. Син обрав чернече життя і належав до ордену кармелітів.
1606 року зафіксований у документах як представник ордену кармелітів, що працював на будівництві монастиря в місті Медіни ді Рієско. Цю звістку вважають початком його успішної архітектурної діяльності. З 1610 року був задіяний на будівництві нового монастиря Енкарнасьон, започаткованому принцесою Маргаритою Австрійською. Фасад монастирської церкви справив приємне враження на сучасників і художніх критиків. Згодом він став взірцем для низки монастирських церков через сполучення монастирської стриманості з нагадуванням італійських зразків. Він був серед перших кастильських архітекторів, що запровадив стилістику стриманого бароко у власних спорудах.
1610 року помер придворний архітектор Франсіско де Мора. На короткий термін посаду придворного архітектора віддали кармелітському ченцю Альберто де ла Мадре де Діосу. Водночас він наглядав за недобудованими спорудами Франсиско де Мора. Згодом посаду передали архітекторові Хуану Гомесу де Мора (1586—1648). Кармеліт Альберто де ла Мадре де Діос довго працював в провінційних містах, де вимушено обмежувався проектом, розміткою на місцевості та консультаціями будівельників, що могли належати до інших чернечих орденів.
Помер 17 грудня 1635 року в м. Пастрана.

## Список провінційних міст, де консультував чи працював архітектор

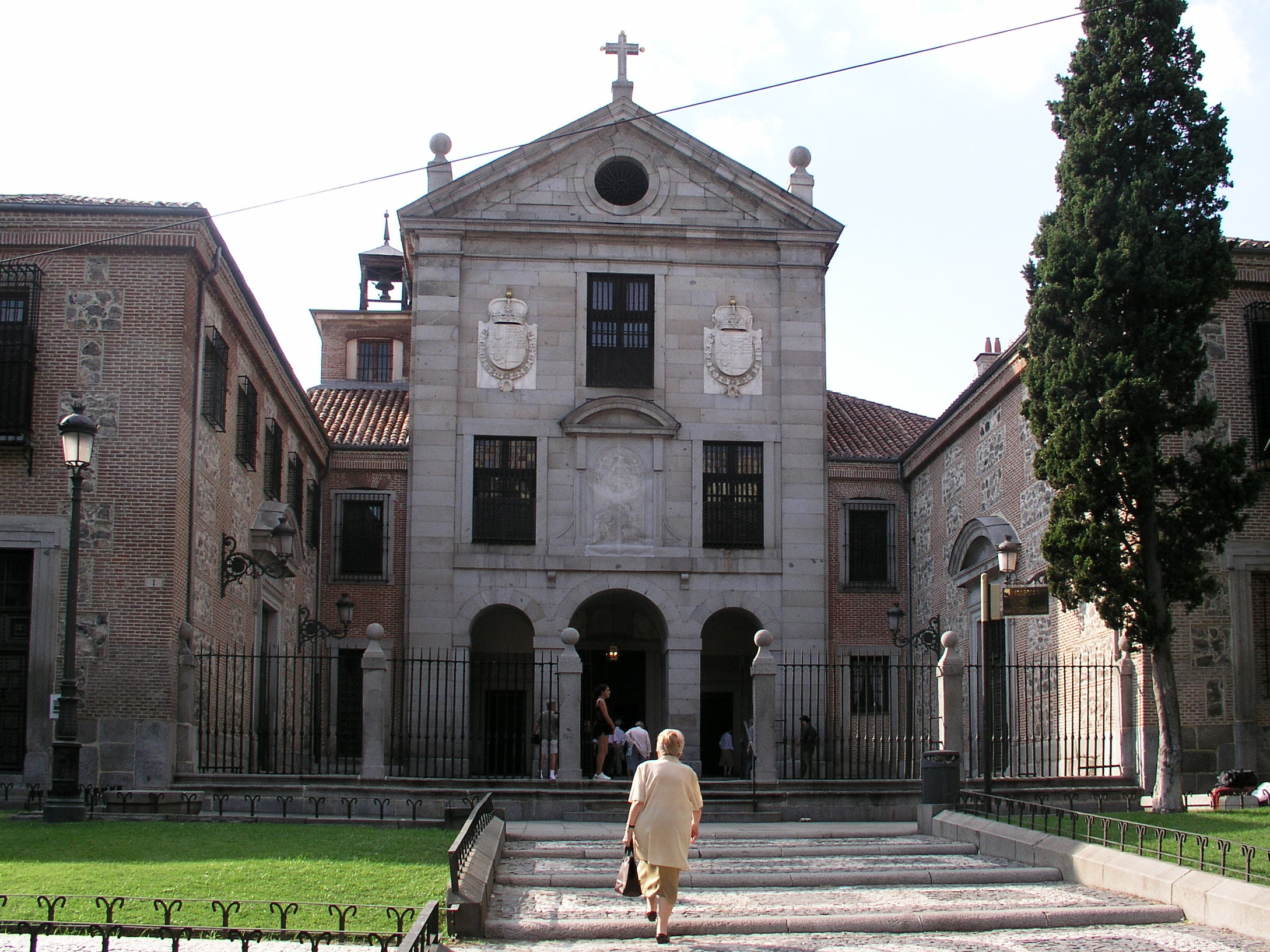
Монастир Енкарнасьон, Мадрид.

- Саламанка
- Уседе
- Торо
- Куенке
- Гвадалахара
- Вальдеморо
- Уете
- Лерме
- Бургос
- Алькала-де-Енарес